# Liste der Orte im Eichsfeld
Liste aller Orte, die zum Eichsfeld gezählt werden – unabhängig davon, ob es sich um Ortsteile, eigenständige Gemeinden oder Städte handelt. Aus mehreren Ortsteilen bestehende Gemeinden werden nach Ortsteilen aufgeführt (also Leinefelde und Worbis, statt Leinefelde-Worbis).
In der Tabelle sind nicht alle Orte des Landkreises Eichsfeld aufgeführt, sondern nur die Orte, die zum historischen Eichsfeld gezählt werden – daher auch alle Eichsfelder Orte im Unstrut-Hainich-Kreis, im hessischen Werra-Meißner-Kreis sowie in den niedersächsischen Landkreisen Göttingen und Northeim.
Die Zuordnung der Orte zum Ober- und Untereichsfeld erfolgte entlang der Sprachgrenze zwischen dem mitteldeutschen und dem niederdeutschen Dialekt (eingezeichnet in der Karte Das Eichsfeld im Artikel Eichsfeld).
Folgende Orte im Landkreis Eichsfeld gehören nicht zum historischen Eichsfeld (in den Grenzen bis zum Wiener Kongress 1815): Großbodungen, Hauröden, Wallrode, Haynrode, Silkerode, Bockelnhagen, Zwinge, Buhla (mit dem Ortsteil Ascherode), Asbach und Sickenberg, Steinrode, Stöckey, Rüdigershagen, Gerterode, Vatterode, Hennigerode und Weidenbach. Diese Dörfer (einschließlich der ganz im Süden gelegenen Orte Wendehausen und Schierschwende) werden heute aber verwaltungsmäßig und landschaftlich zum Eichsfeld gehörig gezählt.

## Orte im Eichsfeld
| Ort                                | Gemeinde              | Verwaltungsgemeinschaft / erfüllende Gemeinde/Samtgemeinde | Landkreis             | Ober- / Unter- eichsfeld |
| ---------------------------------- | --------------------- | ---------------------------------------------------------- | --------------------- | ------------------------ |
| Adelsborn                          | Leinefelde-Worbis     | –                                                          | Landkreis Eichsfeld   | Obereichsfeld            |
| Annaberg                           | Dingelstädt           | –                                                          | Landkreis Eichsfeld   | Obereichsfeld            |
| Arenshausen                        | Arenshausen           | VG Hanstein-Rusteberg                                      | Landkreis Eichsfeld   | Obereichsfeld            |
| Bebendorf                          | Geismar               | VG Ershausen/Geismar                                       | Landkreis Eichsfeld   | Obereichsfeld            |
| Beberstedt                         | Dingelstädt           | –                                                          | Landkreis Eichsfeld   | Obereichsfeld            |
| Beinrode                           | Leinefelde-Worbis     | –                                                          | Landkreis Eichsfeld   | Obereichsfeld            |
| Berlingerode                       | Berlingerode          | VG Lindenberg/Eichsfeld                                    | Landkreis Eichsfeld   | Untereichsfeld           |
| Bernshausen                        | Seeburg               | SG Radolfshausen                                           | Landkreis Göttingen   | Untereichsfeld           |
| Bernterode (Heilbad Heiligenstadt) | Heilbad Heiligenstadt | –                                                          | Landkreis Eichsfeld   | Obereichsfeld            |
| Bernterode (bei Worbis)            | Breitenworbis         | VG Eichsfeld-Wipperaue                                     | Landkreis Eichsfeld   | Obereichsfeld            |
| Beuren                             | Leinefelde-Worbis     | –                                                          | Landkreis Eichsfeld   | Obereichsfeld            |
| Bickenriede                        | Dingelstädt           | –                                                          | Landkreis Eichsfeld   | Obereichsfeld            |
| Bilshausen                         | Bilshausen            | SG Gieboldehausen                                          | Landkreis Göttingen   | Untereichsfeld           |
| Birkenfelde                        | Uder                  | –                                                          | Landkreis Eichsfeld   | Obereichsfeld            |
| Birkungen                          | Leinefelde-Worbis     | –                                                          | Landkreis Eichsfeld   | Obereichsfeld            |
| Bischhagen                         | Heilbad Heiligenstadt | –                                                          | Landkreis Eichsfeld   | Obereichsfeld            |
| Bischofferode                      | Am Ohmberg            | –                                                          | Landkreis Eichsfeld   | Untereichsfeld           |
| Bleckenrode                        | Teistungen            | VG Lindenberg/Eichsfeld                                    | Landkreis Eichsfeld   | Untereichsfeld           |
| Bodenrode                          | Bodenrode-Westhausen  | VG Leinetal                                                | Landkreis Eichsfeld   | Obereichsfeld            |
| Bodensee                           | Bodensee              | SG Gieboldehausen                                          | Landkreis Göttingen   | Untereichsfeld           |
| Bodenstein                         | Leinefelde-Worbis     | –                                                          | Landkreis Eichsfeld   | Obereichsfeld            |
| Bornhagen                          | Bornhagen             | VG Hanstein-Rusteberg                                      | Landkreis Eichsfeld   | Obereichsfeld            |
| Böseckendorf                       | Teistungen            | VG Lindenberg/Eichsfeld                                    | Landkreis Eichsfeld   | Untereichsfeld           |
| Brehme                             | Brehme                | VG Lindenberg/Eichsfeld                                    | Landkreis Eichsfeld   | Untereichsfeld           |
| Breitenbach                        | Leinefelde-Worbis     | –                                                          | Landkreis Eichsfeld   | Obereichsfeld            |
| Breitenberg                        | Duderstadt            | –                                                          | Landkreis Göttingen   | Untereichsfeld           |
| Breitenholz                        | Leinefelde-Worbis     | –                                                          | Landkreis Eichsfeld   | Obereichsfeld            |
| Breitenworbis                      | Breitenworbis         | VG Eichsfeld-Wipperaue                                     | Landkreis Eichsfeld   | Obereichsfeld            |
| Brochthausen                       | Duderstadt            | –                                                          | Landkreis Göttingen   | Untereichsfeld           |
| Burgwalde                          | Burgwalde             | VG Hanstein-Rusteberg                                      | Landkreis Eichsfeld   | Obereichsfeld            |
| Büttstedt                          | Büttstedt             | VG Westerwald-Obereichsfeld                                | Landkreis Eichsfeld   | Obereichsfeld            |
| Desingerode                        | Duderstadt            | –                                                          | Landkreis Göttingen   | Untereichsfeld           |
| Deuna                              | Niederorschel         | –                                                          | Landkreis Eichsfeld   | Obereichsfeld            |
| Diedorf                            | Südeichsfeld          | –                                                          | Unstrut-Hainich-Kreis | Obereichsfeld            |
| Dieterode                          | Dieterode             | VG Ershausen/Geismar                                       | Landkreis Eichsfeld   | Obereichsfeld            |
| Dietzenrode                        | Dietzenrode/Vatterode | erfüllende Gemeinde Uder                                   | Landkreis Eichsfeld   | Obereichsfeld            |
| Dingelstädt                        | Dingelstädt           | –                                                          | Landkreis Eichsfeld   | Obereichsfeld            |
| Döringsdorf                        | Geismar               | VG Ershausen/Geismar                                       | Landkreis Eichsfeld   | Obereichsfeld            |
| Duderstadt                         | Duderstadt            | –                                                          | Landkreis Göttingen   | Untereichsfeld           |
| Ecklingerode                       | Ecklingerode          | VG Lindenberg/Eichsfeld                                    | Landkreis Eichsfeld   | Untereichsfeld           |
| Effelder                           | Effelder              | VG Westerwald-Obereichsfeld                                | Landkreis Eichsfeld   | Obereichsfeld            |
| Eichstruth                         | Uder                  | –                                                          | Landkreis Eichsfeld   | Obereichsfeld            |
| Ershausen                          | Schimberg             | VG Ershausen/Geismar                                       | Landkreis Eichsfeld   | Obereichsfeld            |
| Esplingerode                       | Duderstadt            | –                                                          | Landkreis Göttingen   | Untereichsfeld           |
| Faulungen                          | Südeichsfeld          | –                                                          | Unstrut-Hainich-Kreis | Obereichsfeld            |
| Ferna                              | Ferna                 | VG Lindenberg/Eichsfeld                                    | Landkreis Eichsfeld   | Untereichsfeld           |
| Flinsberg                          | Heilbad Heiligenstadt | –                                                          | Landkreis Eichsfeld   | Obereichsfeld            |
| Freienhagen                        | Freienhagen           | VG Hanstein-Rusteberg                                      | Landkreis Eichsfeld   | Obereichsfeld            |
| Fretterode                         | Fretterode            | VG Hanstein-Rusteberg                                      | Landkreis Eichsfeld   | Obereichsfeld            |
| Fuhrbach                           | Duderstadt            | –                                                          | Landkreis Göttingen   | Untereichsfeld           |
| Fürstenhagen                       | Uder                  | –                                                          | Landkreis Eichsfeld   | Obereichsfeld            |
| Geisleden                          | Geisleden             | VG Leinetal                                                | Landkreis Eichsfeld   | Obereichsfeld            |
| Geismar                            | Geismar               | VG Ershausen/Geismar                                       | Landkreis Eichsfeld   | Obereichsfeld            |
| Gerbershausen                      | Gerbershausen         | VG Hanstein-Rusteberg                                      | Landkreis Eichsfeld   | Obereichsfeld            |
| Gerblingerode                      | Duderstadt            | –                                                          | Landkreis Göttingen   | Untereichsfeld           |
| Germershausen                      | Rollshausen           | SG Gieboldehausen                                          | Landkreis Göttingen   | Untereichsfeld           |
| Gernrode                           | Gernrode              | VG Eichsfeld-Wipperaue                                     | Landkreis Eichsfeld   | Obereichsfeld            |
| Gerode                             | Sonnenstein           | –                                                          | Landkreis Eichsfeld   | Untereichsfeld           |
| Gieboldehausen                     | Gieboldehausen        | SG Gieboldehausen                                          | Landkreis Göttingen   | Untereichsfeld           |
| Glasehausen                        | Heilbad Heiligenstadt | –                                                          | Landkreis Eichsfeld   | Untereichsfeld           |
| Großbartloff                       | Großbartloff          | VG Westerwald-Obereichsfeld                                | Landkreis Eichsfeld   | Obereichsfeld            |
| Großtöpfer                         | Geismar               | VG Ershausen/Geismar                                       | Landkreis Eichsfeld   | Obereichsfeld            |
| Günterode                          | Heilbad Heiligenstadt | –                                                          | Landkreis Eichsfeld   | Obereichsfeld            |
| Hausen                             | Niederorschel         | –                                                          | Landkreis Eichsfeld   | Obereichsfeld            |
| Heiligenstadt                      | Heiligenstadt         | –                                                          | Landkreis Eichsfeld   | Obereichsfeld            |
| Helmsdorf                          | Dingelstädt           | –                                                          | Landkreis Eichsfeld   | Obereichsfeld            |
| Heuthen                            | Heuthen               | VG Leinetal                                                | Landkreis Eichsfeld   | Obereichsfeld            |
| Heyerode                           | Südeichsfeld          | –                                                          | Unstrut-Hainich-Kreis | Obereichsfeld            |
| Hildebrandshausen                  | Südeichsfeld          | –                                                          | Unstrut-Hainich-Kreis | Obereichsfeld            |
| Hilkerode                          | Duderstadt            | –                                                          | Landkreis Göttingen   | Untereichsfeld           |
| Hohengandern                       | Hohengandern          | VG Hanstein-Rusteberg                                      | Landkreis Eichsfeld   | Obereichsfeld            |
| Holungen                           | Sonnenstein           | –                                                          | Landkreis Eichsfeld   | Untereichsfeld           |
| Hundeshagen                        | Leinefelde-Worbis     | –                                                          | Landkreis Eichsfeld   | Untereichsfeld           |
| Hüpstedt                           | Dingelstädt           | –                                                          | Landkreis Eichsfeld   | Obereichsfeld            |
| Immingerode                        | Duderstadt            | –                                                          | Landkreis Göttingen   | Untereichsfeld           |
| Jützenbach                         | Sonnenstein           | –                                                          | Landkreis Eichsfeld   | Untereichsfeld           |
| Kallmerode                         | Leinefelde-Worbis     | –                                                          | Landkreis Eichsfeld   | Obereichsfeld            |
| Kalteneber                         | Heilbad Heiligenstadt | –                                                          | Landkreis Eichsfeld   | Obereichsfeld            |
| Kaltohmfeld                        | Leinefelde-Worbis     | –                                                          | Landkreis Eichsfeld   | Obereichsfeld            |
| Katharinenberg                     | Südeichsfeld          | –                                                          | Unstrut-Hainich-Kreis | Obereichsfeld            |
| Kefferhausen                       | Dingelstädt           | –                                                          | Landkreis Eichsfeld   | Obereichsfeld            |
| Kella                              | Kella                 | VG Ershausen/Geismar                                       | Landkreis Eichsfeld   | Obereichsfeld            |
| Kirchgandern                       | Kirchgandern          | VG Hanstein-Rusteberg                                      | Landkreis Eichsfeld   | Obereichsfeld            |
| Kirchohmfeld                       | Leinefelde-Worbis     | –                                                          | Landkreis Eichsfeld   | Obereichsfeld            |
| Kirchworbis                        | Kirchworbis           | VG Eichsfeld-Wipperaue                                     | Landkreis Eichsfeld   | Obereichsfeld            |
| Kleinbartloff                      | Niederorschel         | –                                                          | Landkreis Eichsfeld   | Obereichsfeld            |
| Krebeck                            | Krebeck               | SG Gieboldehausen                                          | Landkreis Göttingen   | Untereichsfeld           |
| Kreuzebra                          | Dingelstädt           | –                                                          | Landkreis Eichsfeld   | Obereichsfeld            |
| Krombach                           | Krombach              | VG Ershausen/Geismar                                       | Landkreis Eichsfeld   | Obereichsfeld            |
| Küllstedt                          | Küllstedt             | VG Westerwald-Obereichsfeld                                | Landkreis Eichsfeld   | Obereichsfeld            |
| Langenhagen                        | Duderstadt            | –                                                          | Landkreis Göttingen   | Untereichsfeld           |
| Lehna                              | Schimberg             | VG Ershausen/Geismar                                       | Landkreis Eichsfeld   | Obereichsfeld            |
| Leinefelde                         | Leinefelde-Worbis     | –                                                          | Landkreis Eichsfeld   | Obereichsfeld            |
| Lengenfeld unterm Stein            | Südeichsfeld          | –                                                          | Unstrut-Hainich-Kreis | Obereichsfeld            |
| Lenterode                          | Uder                  | –                                                          | Landkreis Eichsfeld   | Obereichsfeld            |
| Lindau                             | Katlenburg-Lindau     | –                                                          | Landkreis Northeim    | Untereichsfeld           |
| Lindewerra                         | Lindewerra            | VG Hanstein-Rusteberg                                      | Landkreis Eichsfeld   | Obereichsfeld            |
| Lutter                             | Uder                  | –                                                          | Landkreis Eichsfeld   | Obereichsfeld            |
| Mackenrode                         | Uder                  | –                                                          | Landkreis Eichsfeld   | Obereichsfeld            |
| Marth                              | Marth                 | VG Hanstein-Rusteberg                                      | Landkreis Eichsfeld   | Obereichsfeld            |
| Martinfeld                         | Schimberg             | VG Ershausen/Geismar                                       | Landkreis Eichsfeld   | Obereichsfeld            |
| Mengelrode                         | Heilbad Heiligenstadt | –                                                          | Landkreis Eichsfeld   | Obereichsfeld            |
| Mingerode                          | Duderstadt            | –                                                          | Landkreis Göttingen   | Untereichsfeld           |
| Misserode                          | Schimberg             | VG Ershausen/Geismar                                       | Landkreis Eichsfeld   | Obereichsfeld            |
| Nesselröden                        | Duderstadt            | –                                                          | Landkreis Göttingen   | Untereichsfeld           |
| Neubleicherode                     | Am Ohmberg            | –                                                          | Landkreis Eichsfeld   | Obereichsfeld            |
| Neuendorf                          | Teistungen            | VG Lindenberg/Eichsfeld                                    | Landkreis Eichsfeld   | Untereichsfeld           |
| Neuseesen                          | Witzenhausen          | –                                                          | Werra-Meißner-Kreis   | Obereichsfeld            |
| Neustadt                           | Am Ohmberg            | –                                                          | Landkreis Eichsfeld   | Obereichsfeld            |
| Niederorschel                      | Niederorschel         | –                                                          | Landkreis Eichsfeld   | Obereichsfeld            |
| Obernfeld                          | Obernfeld             | SG Gieboldehausen                                          | Landkreis Göttingen   | Untereichsfeld           |
| Oberorschel                        | Niederorschel         | –                                                          | Landkreis Eichsfeld   | Obereichsfeld            |
| Oberstein                          | Arenshausen           | VG Hanstein-Rusteberg                                      | Landkreis Eichsfeld   | Obereichsfeld            |
| Pfaffschwende                      | Pfaffschwende         | VG Ershausen/Geismar                                       | Landkreis Eichsfeld   | Obereichsfeld            |
| Reifenstein                        | Niederorschel         | –                                                          | Landkreis Eichsfeld   | Obereichsfeld            |
| Reinholterode                      | Reinholterode         | VG Leinetal                                                | Landkreis Eichsfeld   | Obereichsfeld            |
| Rengelrode                         | Heilbad Heiligenstadt | –                                                          | Landkreis Eichsfeld   | Obereichsfeld            |
| Renshausen                         | Krebeck               | SG Gieboldehausen                                          | Landkreis Göttingen   | Untereichsfeld           |
| Rhumspringe                        | Rhumspringe           | SG Gieboldehausen                                          | Landkreis Göttingen   | Untereichsfeld           |
| Rimbach                            | Bornhagen             | VG Hanstein-Rusteberg                                      | Landkreis Eichsfeld   | Obereichsfeld            |
| Rohrberg                           | Rohrberg              | VG Hanstein-Rusteberg                                      | Landkreis Eichsfeld   | Obereichsfeld            |
| Röhrig                             | Uder                  | –                                                          | Landkreis Eichsfeld   | Obereichsfeld            |
| Rollshausen                        | Rollshausen           | SG Gieboldehausen                                          | Landkreis Göttingen   | Untereichsfeld           |
| Rüdershausen                       | Rüdershausen          | SG Gieboldehausen                                          | Landkreis Göttingen   | Untereichsfeld           |
| Rustenfelde                        | Rustenfelde           | VG Hanstein-Rusteberg                                      | Landkreis Eichsfeld   | Obereichsfeld            |
| Rüstungen                          | Schimberg             | VG Ershausen/Geismar                                       | Landkreis Eichsfeld   | Obereichsfeld            |
| Schachtebich                       | Schachtebich          | VG Hanstein-Rusteberg                                      | Landkreis Eichsfeld   | Obereichsfeld            |
| Schönau                            | Uder                  | –                                                          | Landkreis Eichsfeld   | Obereichsfeld            |
| Schönhagen                         | Uder                  | –                                                          | Landkreis Eichsfeld   | Obereichsfeld            |
| Schwobfeld                         | Schwobfeld            | VG Ershausen/Geismar                                       | Landkreis Eichsfeld   | Obereichsfeld            |
| Seeburg                            | Seeburg               | SG Radolfshausen                                           | Landkreis Göttingen   | Untereichsfeld           |
| Seulingen                          | Seulingen             | SG Radolfshausen                                           | Landkreis Göttingen   | Untereichsfeld           |
| Sickerode                          | Sickerode             | VG Ershausen/Geismar                                       | Landkreis Eichsfeld   | Obereichsfeld            |
| Siemerode                          | Heilbad Heiligenstadt | –                                                          | Landkreis Eichsfeld   | Obereichsfeld            |
| Silberhausen                       | Dingelstädt           | –                                                          | Landkreis Eichsfeld   | Obereichsfeld            |
| Steinbach                          | Steinbach             | VG Leinetal                                                | Landkreis Eichsfeld   | Obereichsfeld            |
| Steinheuterode                     | Uder                  | –                                                          | Landkreis Eichsfeld   | Obereichsfeld            |
| Streitholz                         | Heilbad Heiligenstadt | –                                                          | Landkreis Eichsfeld   | Obereichsfeld            |
| Struth                             | Dingelstädt           | –                                                          | Landkreis Eichsfeld   | Obereichsfeld            |
| Tastungen                          | Tastungen             | VG Lindenberg/Eichsfeld                                    | Landkreis Eichsfeld   | Untereichsfeld           |
| Teistungen                         | Teistungen            | VG Lindenberg/Eichsfeld                                    | Landkreis Eichsfeld   | Untereichsfeld           |
| Thalwenden                         | Uder                  | –                                                          | Landkreis Eichsfeld   | Obereichsfeld            |
| Thomas-Müntzer-Siedlung            | Am Ohmberg            | –                                                          | Landkreis Eichsfeld   | Untereichsfeld           |
| Tiftlingerode                      | Duderstadt            | –                                                          | Landkreis Göttingen   | Untereichsfeld           |
| Uder                               | Uder                  | –                                                          | Landkreis Eichsfeld   | Obereichsfeld            |
| Volkerode                          | Volkerode             | VG Ershausen/Geismar                                       | Landkreis Eichsfeld   | Obereichsfeld            |
| Vollenborn                         | Niederorschel         | –                                                          | Landkreis Eichsfeld   | Obereichsfeld            |
| Wachstedt                          | Wachstedt             | VG Westerwald-Obereichsfeld                                | Landkreis Eichsfeld   | Obereichsfeld            |
| Wahlhausen                         | Wahlhausen            | VG Hanstein-Rusteberg                                      | Landkreis Eichsfeld   | Obereichsfeld            |
| Wehnde                             | Wehnde                | VG Lindenberg/Eichsfeld                                    | Landkreis Eichsfeld   | Untereichsfeld           |
| Weißenborn-Lüderode                | Sonnenstein           | –                                                          | Landkreis Eichsfeld   | Untereichsfeld           |
| Wendehausen                        | Südeichsfeld          | –                                                          | Unstrut-Hainich-Kreis | Obereichsfeld            |
| Werleshausen                       | Witzenhausen          | –                                                          | Werra-Meißner-Kreis   | Obereichsfeld            |
| Werxhausen                         | Duderstadt            | –                                                          | Landkreis Göttingen   | Untereichsfeld           |
| Westerode                          | Duderstadt            | –                                                          | Landkreis Göttingen   | Untereichsfeld           |
| Westhausen                         | Bodenrode-Westhausen  | VG Leinetal                                                | Landkreis Eichsfeld   | Obereichsfeld            |
| Wiesenfeld                         | Wiesenfeld            | VG Ershausen/Geismar                                       | Landkreis Eichsfeld   | Obereichsfeld            |
| Wilbich                            | Schimberg             | VG Ershausen/Geismar                                       | Landkreis Eichsfeld   | Obereichsfeld            |
| Wingerode                          | Wingerode             | VG Leinetal                                                | Landkreis Eichsfeld   | Obereichsfeld            |
| Wintzingerode                      | Leinefelde-Worbis     | –                                                          | Landkreis Eichsfeld   | Untereichsfeld           |
| Wollbrandshausen                   | Wollbrandshausen      | SG Gieboldehausen                                          | Landkreis Göttingen   | Untereichsfeld           |
| Worbis                             | Leinefelde-Worbis     | –                                                          | Landkreis Eichsfeld   | Obereichsfeld            |
| Wüstheuterode                      | Uder                  | –                                                          | Landkreis Eichsfeld   | Obereichsfeld            |
| Zella                              | Dingelstädt           | –                                                          | Landkreis Eichsfeld   | Obereichsfeld            |